# Badener Artikel

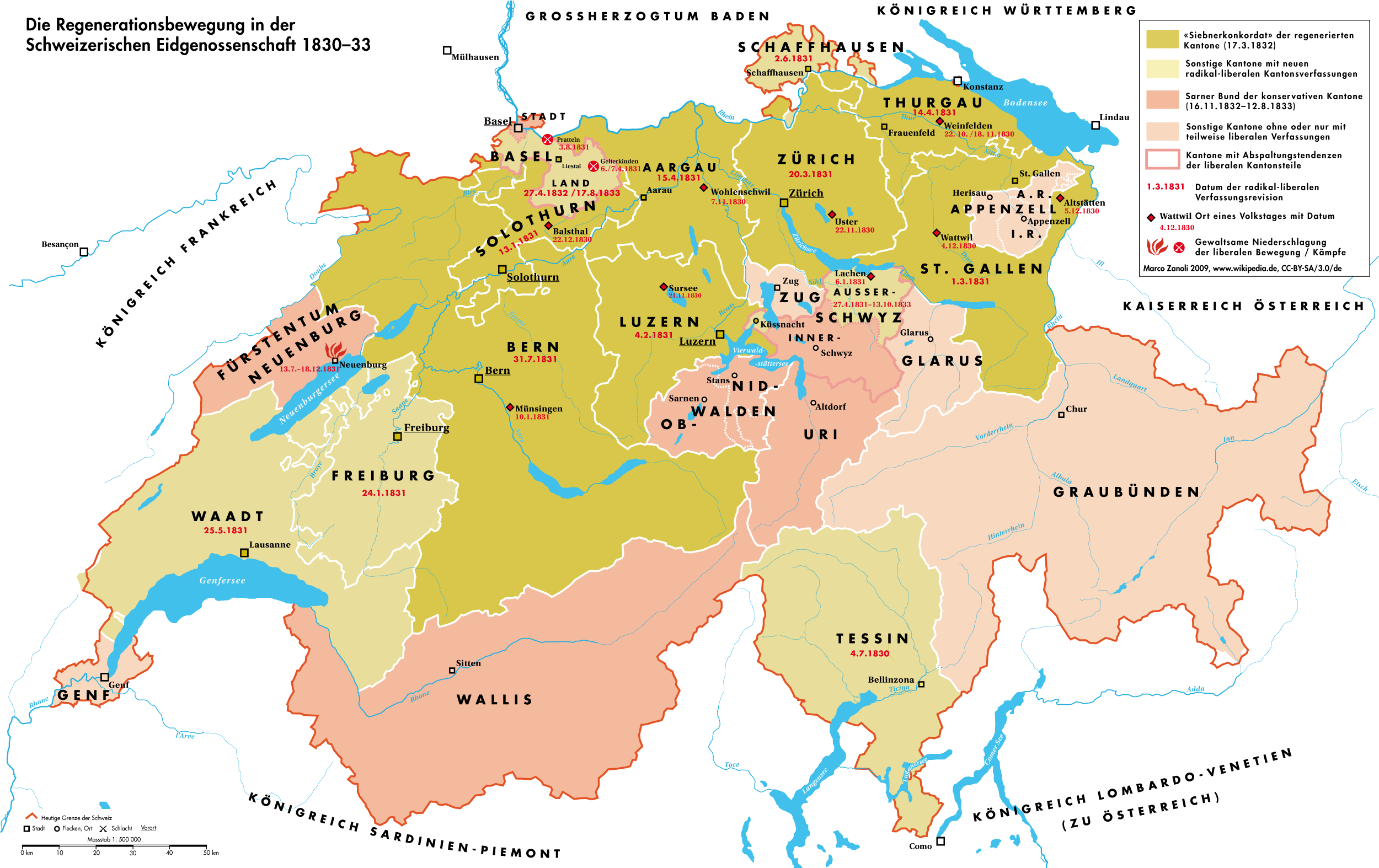
Liberale und konservative Kantone der Schweiz zwischen 1830 und 1833

Die Badener Artikel vom 27. Januar 1834 waren Beschlüsse der liberalen Kantone der Schweiz, mit denen die römisch-katholische Kirche weitgehend unter staatliche Aufsicht gestellt werden sollte. Die Beschlüsse riefen in konservativen katholischen Kreisen heftigen Widerstand hervor. Sie sind nach dem Entstehungsort Baden im Kanton Aargau benannt.

## Geschichte
Die liberale Regierung des Kantons Luzern lud Ende Dezember 1833 zu einer Konferenz nach Baden ein, um das Verhältnis zwischen Kirche und Staat neu zu regeln. Eingeladen waren jene Kantone, die zum Gebiet der Bistümer Basel, St. Gallen und Chur gehörten. Die Konferenz dauerte vom 20. bis 27. Januar 1834 und die Teilnehmer einigten sich am letzten Konferenztag auf den Text einer amtlichen Bekanntmachung.
Zunächst wurde der Heilige Stuhl gebeten, das Bistum Basel zum Erzbistum zu erheben. Die übrigen 14 Beschlüsse bildeten die eigentlichen Badener Artikel: Forderungen waren eine grössere Unabhängigkeit der Geistlichen vom Papst, staatliche Kontrolle über die Kirche, Priesterseminare und Orden, die Besteuerung der Klöster, die Zulassung konfessionell gemischter Ehen und eine Beschränkung der arbeitsfreien kirchlichen Feiertage.
Zur Anwendung gelangten die Badener Artikel lediglich in den liberalen Kantonen Aargau, Basel-Landschaft, Bern, Luzern, St. Gallen, Thurgau und Zürich. Priester, die sich den Artikeln widersetzten und keinen Treueschwur auf die Regierung leisteten, wurden inhaftiert, erhielten hohe Geldbussen oder wurden ihres Amtes enthoben.
Die Badener Artikel riefen in konservativen katholischen Kreisen heftige Kritik hervor und Papst Gregor XVI. verurteilte sie am 17. Mai 1835 mit der Enzyklika Commissum divinitus scharf. In jenen katholischen Kantonen, die von konservativen Kräften beherrscht waren, bildeten sich «Verteidigungsvereine». Auch Frankreich und Österreich verlangten die Rücknahme der Artikel. Der Konflikt verschärfte sich 1841, als die Aargauer Regierung alle Klöster aufheben liess (→ Aargauer Klosterstreit). Diese beiden Ereignisse führten 1847 schliesslich zum Sonderbundskrieg.